# Кузьменко, Николай Иванович (Герой Советского Союза)
Николай Иванович Кузьменко (1914—1970) — советский военный лётчик, генерал-майор авиации (18.02.1958), участник Великой Отечественной войны, Герой Советского Союза (1945).

## Биография
Николай Кузьменко родился 9 августа 1914 года в селе Березовка (ныне — Талалаевский район Черниговской области Украины). Окончил семь классов школы и три курса техникума механизации сельского хозяйства. В 1935 году Кузьменко был призван на службу в Рабоче-крестьянскую Красную Армию. В 1937 году он окончил Ворошиловградскую военную авиационную школу лётчиков, в 1941 году — курсы командиров звеньев. С июня того же года — на фронтах Великой Отечественной войны. Принимал участие в боях на Западном, Сталинградском, Ленинградском и 3-м Белорусском фронтах.
К концу войны майор Николай Кузьменко был заместителем по лётной подготовке командира 140-го бомбардировочного авиаполка 276-й бомбардировочной авиадивизии 1-й воздушной армии 3-го Белорусского фронта. За время своего участия в войне он совершил 162 боевых вылета на бомбардировку скоплений боевой техники и живой силы противника, его важных объектов, нанеся ему большие потери.
Указом Президиума Верховного Совета СССР от 29 июня 1945 года за «образцовое выполнение боевых заданий командования по уничтожению живой силы и техники противника и проявленные при этом мужество и героизм» майор Николай Кузьменко был удостоен высокого звания Героя Советского Союза с вручением ордена Ленина и медали «Золотая Звезда» за номером 6357.
После окончания войны Кузьменко продолжил службу в Советской Армии. В 1947 году он окончил Высшие офицерские лётно-тактические курсы ВВС, в 1956 году — Военно-воздушную академию. В 1963 году в звании генерал-майора Кузьменко был уволен в запас. Проживал в Воронеже. Скончался 13 июня 1970 года, похоронен на Коминтерновском кладбище Воронежа.
Был награждён двумя орденами Ленина, тремя орденами Красного Знамени, орденами Кутузова 3-й степени, Александра Невского, Отечественной войны 1-й степени, Красной Звезды, рядом медалей.
Бюст Кузьменко установлен в музее Берёзовки.